# Аксер, Отто

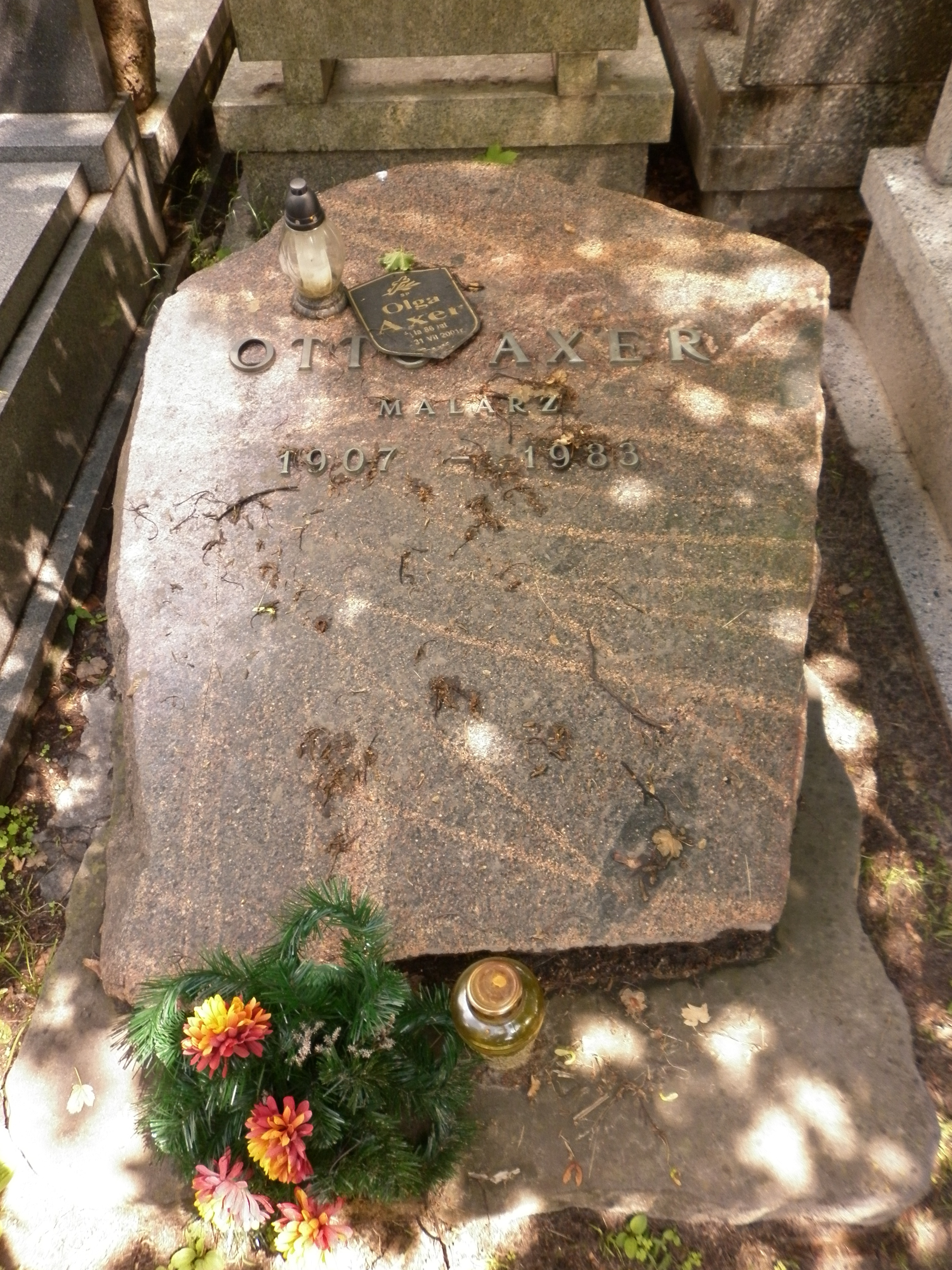
Могила Отто Аксера на Военном кладбище Повонзки

Отто Аксер (пол. Otto Axer; 3 сентября 1906, Перемышль, Австро-Венгрия — 24 мая 1983, Варшава, Польша) — польский театральный художник, живописец и график, сценограф
, педагог. Творческий псевдоним — Отто Рекс.

## Биография
Детство провёл во Львове, где его отец руководил музыкальной школой. В 1924 году поступил в Академию искусств в Кракове, где учился у Владислава Яроцкого, Войцеха Вейса и Фредерика Паутча.
В 1930 окончил краковскую академию. В том же году по годичной стипендии отправился в Париж.
Вернувшись на родину, работал сценографом в театрах Варшавы, Лодзи, Кракова и др.
В 1932—1937 годах работал в Городском театре Львова (оформил «Трёхгрошовую оперу» Брехта и др.), в 1937—1939 годах — в Городском театре в Лодзи («Небожественная комедия» З. Красинского и др.)
После начала Второй мировой войны оказался в варшавском гетто, из которого ему удалось бежать. После поражения Варшавского восстания 1944 г., в котором принимал участие (под псевдоним Олексяк, Зигмунт) был отправлен в лагерь для военнопленных Stalag XIa Altengrabow под Магдебургом, где оставался до конца войны.
В 1945—1949 годах работал сценографом в Театре Войска Польского в Лодзи («Отелло» Шекспира, «Игра с чёртом» Я. Дрды).
В Польском и Современном театрах Варшавы создал декорационное оформление спектаклей: «На дне» (1949), «Горе от ума» (1951); «Мария Стюарт» Ю.Словацкого, «Маскарад» Лермонтова (оба в 1958), «Дом Бернарды Альбы» Ф. Гарсиа Лорки (1959).
Отто Аксер принимал участие во многих постановках режиссёра Л. Шиллера, после его смерти работает с реж. Э. Аксером.
С 1947 по 1952 год преподавал в Высшей Государственной школе кинематографа, телевидения и театра и́мени Лео́на Ши́ллера в Лодзи, а с 1959 года создавал декорации для телевидения.
В 1973 году сосредоточился на живописи и графике. В 1979 г. удостоен звания Заслуженного члена Союза польских артистов.
Его племянником был Эрвин Аксер, театральный режиссёр.
Похоронен на Военном кладбище Повонзки.

## Награды
- Орден «Знамя Труда» 1 степени (1964)
- Командорский крест Ордена Возрождения Польши (1955)
- Золотой Крест Заслуги (1952, 1953)
- Медаль 10-летие Народной Польши (1955)
- Премия Фестиваля советского искусства за декорации к спектаклю «На дне» Максима Горького" в Театре Войска Польского в Лодзи (1949)
- Государственная премия II степени (в составе коллектив) за сценографию к спектаклю «Горе от ума» А. Грибоедова в Польском театре в Варшаве (1951)
- Премия министра культуры и искусства ПНР I степени по случаю выставки «Польское искусство к 15-летию Польской Народной Республики» (1963)
- Премия Kalisz Theater Meetings за сценографию спектакля актёра Киприана Камила Норвида в Театре им. Юлиуш Остерва в Люблине (1965)
- Премия министра культуры и искусства ПНР II степени за прижизненную творческую деятельность в области сценического дизайна (1965)